# تريفور ستيفن
تريفور ستيفن (بالإنجليزية: Trevor Steven)‏ ، من مواليد 21 سبتمبر 1963، لاعب كرة قدم إنجليزي سابق.
لعب مع منتخب إنجلترا لكرة القدم.

## مسيرته الكروية
لعب تريفور ستيفن خلال مسيرته الاحترافية مع 4 أندية في ثمانية عشر موسمًا وسجل خلالها 77 هدفًا ضمن 454 مباراة. حيث فاز في أربعة مواسم بالكأس وفي أحد عشر موسمًا بالدوري.
خاض تريفور ستيفن مسيرته مع نادي بيرنلي في موسم 1980–81 واستمر معه طيلة ثلاثة مواسم، مشاركًا في 76 مباراة سجل خلالها 11 هدفًا. ثم انتقل إلى نادي إيفرتون في موسم 1983–84 ليلعب معه ستة مواسم، حيث شارك في 214 مباراة سجل خلالها 48 هدفًا. لينتقل بعدها إلى نادي رينجرز في موسم 1989–90 في المرة الأولى واستمر معه طيلة ثلاثة مواسم ثم في موسم 1992–93 ليلعب معه خمسة مواسم، مشاركًا طوالها في 136 مباراة سجل خلالها 15 هدفًا. ثم انتقل إلى نادي أولمبيك مارسيليا في موسم 1991–92 لمدة موسم واحد، مشاركًا في 28 مباراة سجل خلالها 3 أهداف.

## روابط خارجية
- تريفور ستيفن على موقع الاتحاد الدولي (مؤرشف)  (الإنجليزية)
- تريفور ستيفن على موقع قاعدة بيانات كرة القدم.إي يو (الإنجليزية)
- تريفور ستيفن على موقع ناشيونال فوتبول تيمز (الإنجليزية)
- تريفور ستيفن على موقع Soccerbase.com (لاعب) (الإنجليزية)